# Fehér busa
A fehér busa (Hypophthalmichthys molitrix) a sugarasúszójú halak (Actinopterygii) osztályának a pontyalakúak (Cypriniformes) rendjébe, ezen belül a pontyfélék (Cyprinidae) családjába tartozó faj.
A Hypophthalmichthys halnem típusfaja.

## Előfordulásuk

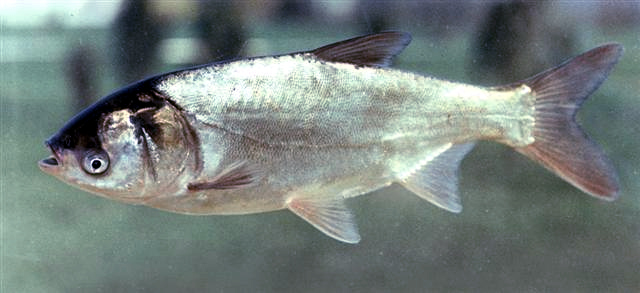
Fiatal fehér busa

Eredeti élőhelye Kína, a Kárpát-medencében nem őshonos. A 60-as évektől végzett rendszeres telepítések miatt a magyarországi folyókban és néhol tavakban előfordul.

## Megjelenése
A teste oldalról erősen lapított, közepes testmagasságú. A szájszögletből húzott vízszintes vonal áthalad a szemen. A külső megjelenése rendkívül jellegzetes, nagy testű, feje testéhez képest nagy, de a pettyes busáénál (Hypophthalmichthys nobilis) kisebb, szemei az állcsúcs vonala alatt helyezkednek el. Szája felső állású, úszói jól fejlettek, farokúszója mélyen bemetszett. Háta szürke, esetleg zöldes árnyalatú. Oldalai és hasi része ezüstös csillogású. Átlagos testhossza 50-70 centiméter között van, azonban 105 centiméteresre és 50 kilogrammosra is megnőhet.

## Életmódja
Fito- és zooplanktonnal táplálkozik.

## Szaporodása
A nyári hónapokban ívik (23-24 Celsius-fok), ikrái (nőstényenként 500 000-ig) szabadon sodródnak a vízben. Az ivadék eleinte állati planktonnal táplálkozik. Körülbelül 5-10 centiméteresek, amikor áttérnek a növényi planktonra, ehhez a bélcsatornájuk a testhossz 6-7-szeresére növekszik.